# Sélection de groupe

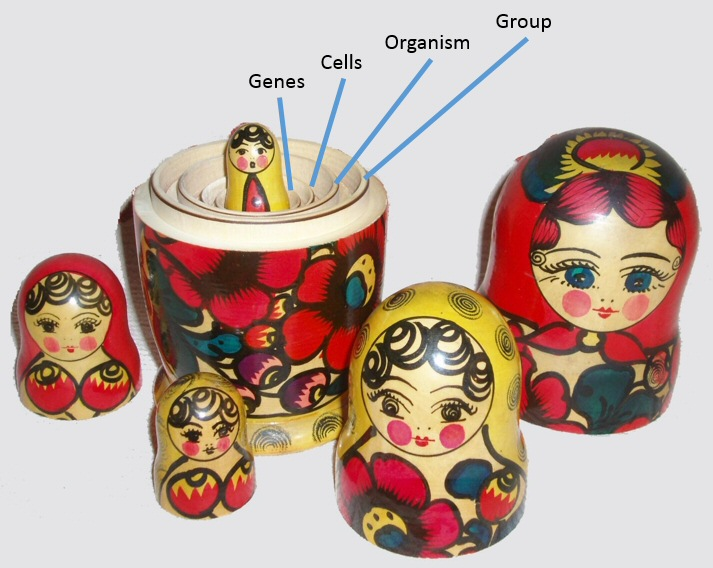
En 1994, et Elliott Sober, proposent la théorie de la sélection multi-niveaux, illustrée par l'emboîtement de poupées russes. La sélection naturelle pourrait s'exercer au niveau du gène, de la cellule, de l'organisme ou du groupe

La sélection de groupe est une généralisation de la théorie de l'évolution par voie de sélection naturelle de Darwin, selon laquelle un groupe d'organismes qui coopèrent fonctionne mieux, à terme, qu'un groupe dont les membres sont en compétition. La théorie de Darwin constitue un cas particulier de la sélection de groupe où la pression de sélection ne s'applique qu'aux individus. Dans la sélection de groupe, certains traits phénotypiques diminuant la survie et la reproduction des individus peuvent cependant être sélectionnés s'ils augmentent par ailleurs la stabilité et la survie à long terme du groupe ou de l'espèce.
Proposée par Darwin, cette théorie, dans sa version actuelle, est popularisée en 1962 par l'écologue écossais Vero Copner Wynne-Edwards et développée en 1970 par le biologiste américain George Price.

## Histoire de la sélection de groupe

### Le darwinisme
Dans La Filiation de l'homme et la sélection liée au sexe au chap.5 portant sur le développement des facultés intellectuelles et morales, Darwin remarque qu'à l'intérieur de leur propre tribu, les personnes moralement honnêtes n'ont pas nécessairement d'avantage sélectif face aux personnes moins honnêtes, mais que les tribus constituées de membres moralement honnêtes possèdent un avantage évident sur les autres tribus. Il conclut par : «… et ceci serait une sélection naturelle.»
Il faut près d'un siècle pour obtenir une version mathématique formalisée de ce théorème.

### Le néodarwinisme
La sélection de groupe est utilisée comme explication de l’adaptation en particulier par V.C. Wynne-Edwards,. Elle est cependant vivement critiquée, pendant plusieurs décennies, en particulier par George C. Williams,, John Maynard Smith et C.M. Perrins. La communauté scientifique adopte massivement la position de Williams : des caractéristiques pour le bien du groupe peuvent être sélectionnées si la pression de sélection envers le groupe domine la pression de sélection individuelle, mais en pratique, « les adaptations liées au groupe n'existent pas »
.

### Le postdarwinisme
La redécouverte de cette théorie accompagne les nombreuses études portant sur les relations entre symbiotes et leurs hôtes. Ainsi, selon Marc-André Selosse, si l'explication de la sélection de groupe n'a pas convaincu sur le plan théorique, plusieurs mécanismes semblent pouvoir sélectionner l'entraide entre espèces (association à coût nul, sanction des tricheurs, transmission verticale (en) alors que la transmission horizontale ouvre la voie à de possibles conﬂits entre partenaires et à la sélection de tricheurs).

## L'équation de Price
Soit une population de {\displaystyle n} individus dans laquelle une caractéristique particulière varie. Ces {\displaystyle n}  individus peuvent être groupés par  la valeur de la caractéristique que chacun affiche. Dans ce cas, il existe au plus {\displaystyle n} groupes de valeurs distinctes de cette caractéristique et au minimum un groupe d'une seule valeur de la caractéristique considérée. Indexons chaque groupe par {\displaystyle i}, le nombre d'individus dans chaque groupe par {\displaystyle n_{i}} et la valeur de la caractéristique partagée par tous les membres du groupe par {\displaystyle z_{i}}. Maintenant posons qu'à toute valeur {\displaystyle z_{i}} de la caractéristique est associée une valeur sélective de {\displaystyle w_{i}} telle que {\displaystyle n_{i}'=w_{i}n_{i}} est le nombre de descendants du groupe {\displaystyle i} à la prochaine génération.
Puisque tous les descendants du groupe {\displaystyle i} possèdent un parent pouvant provenir d'un autre groupe, la valeur moyenne de la caractéristique des descendants ({\displaystyle z_{i}'}) peut être différente. Notons le changement de la valeur moyenne de la caractéristique du groupe {\displaystyle i} par {\displaystyle \Delta z_{i}} défini par :
{\displaystyle \Delta {z_{i}}\ {\stackrel {\mathrm {def} }{=}}\ z_{i}'-z_{i}}
Maintenant posons {\displaystyle z} comme la valeur moyenne de la caractéristique dans la population et {\displaystyle z'} cette même valeur à la génération suivante. Définissons le changement dans la valeur moyenne de la caractéristique par {\displaystyle \Delta {z}} :
{\displaystyle \Delta {z}\ {\stackrel {\mathrm {def} }{=}}\ z'-z}
Notons que ce n'est pas la valeur moyenne de {\displaystyle \Delta {z_{i}}}. Aussi, posons {\displaystyle w} comme la valeur sélective moyenne de la population. L'équation de Price permet de relier fonctionnellement ces variables de la façon suivante :
{\displaystyle w\,\Delta {z}=\operatorname {cov} (w_{i},z_{i})+\operatorname {E} (w_{i}\,\Delta z_{i})}
Les fonctions  {\displaystyle \operatorname {E} } et {\displaystyle \operatorname {cov} } sont respectivement l'espérance mathématique et la covariance de la théorie des probabilités. En supposant que {\displaystyle w} est non nul, il est souvent pratique de l'écrire sous la forme suivante :
{\displaystyle \Delta {z}={\frac {\operatorname {cov} (w_{i},z_{i})}{w}}+{\frac {\operatorname {E} (w_{i}\,\Delta z_{i})}{w}}\,}
Le premier terme de l’équation de Price peut être interprété comme la pression de sélection «intergroupes» et le second comme la pression de sélection «intragroupe». De façon simplifiée, il peut être pratique de considérer la sélection intergroupes comme équivalente à la sélection de groupe et la sélection intragroupe à la sélection individuelle. Par contre, certains mécanismes comme l'altruisme réciproque ou la sélection de parentèle affectant la composante intragroupe peuvent être perçus comme de la sélection de groupe alors que la séparation géographique des groupes, affectant la composante intergroupes peut être interprétée comme de la sélection de parentèle. Considérer la sélection de parentèle comme un cas particulier de l'équation de Price appliqué à l'altruisme est l'approche mathématique la plus juste.
Dans le cas particulier où {\displaystyle z_{i}=w_{i}} (la valeur sélective est la caractéristique) l'équation de Price est strictement équivalente au théorème fondamental de la sélection naturelle de Fisher.

## L'équation de Price appliquée à l'évolution de l'altruisme

### Le modèle de Price
Si la sélection de parentèle permet d'expliquer comment les groupes familiaux apparaissent, elle permet difficilement d'expliquer la formation des groupes multifamiliaux et encore moins les groupes de membres anonymes. Le problème réside dans le fait que dans l'équation d'Hamilton, l'altruisme est directement relié à la distance génétique ; sans apparentement, point d'altruisme. George Price a eu l'idée de réutiliser la notion d'altruisme de l'équation d'Hamilton et de l'appliquer à sa généralisation du théorème fondamental de la sélection naturelle de Fisher. Son modèle est le suivant :
{\displaystyle w_{i}=k-az_{i}+bz}
avec :
- {\displaystyle w_{i}} : la valeur sélective de l'individu i ;
- {\displaystyle k} : la valeur sélective propre de tout individu du groupe (la même pour tous pour simplifier les calculs) ;
- {\displaystyle az_{i}} : la perte de valeur sélective de l'individu i en altruisme envers le groupe, {\displaystyle z_{i}} étant l'altruisme de l'individu i ;
- {\displaystyle bz} : le gain de valeur sélective généré par l'altruisme du groupe envers tout individu du groupe (ici envers l'individu i), {\displaystyle z} étant l'altruisme moyen des {\displaystyle z_{i}}.

Après dérivation en utilisant l'équation de Price (en posant les coefficients a et b plus grands que zéro), nous obtenons :
{\displaystyle w\,\Delta z=-a~\operatorname {var} \left(z_{i}\right)}
avec :
- {\displaystyle w} :  la nouvelle valeur sélective moyenne de la population après un pas d'évolution (une génération) ;
- {\displaystyle \Delta {z}} : soit la différence entre le nouvel altruisme moyen et celui de la génération précédente ;
- var{\displaystyle (z_{i})} : la variance de l'altruisme de la population de la génération précédente.

Ce résultat signifie que pour que l'altruisme persiste dans une population, il faut absolument que celle-ci soit uniforme (variance de zéro). Dans le cas contraire, l'évolution va converger vers le plus bas niveau d'altruisme.
Par conséquent, si nous arrêtions ici le raisonnement, nous pourrions conclure que l'altruisme ne peut exister dans la nature et ceci même dans une population hautement apparentée, même pour des clones. Jamais aucun comportement altruiste ne pourrait émerger, ne serait-ce que l'instinct de troupeau.

### L'équation de Price complète
Maintenant supposons que la population est divisée en un ensemble de groupes indexés par i et que chaque groupe est composé d'individus indexés par j. Chaque individu est donc identifié par deux indices, i et j. En reprenant le modèle de Price nous obtenons :
 {\displaystyle w_{ij}=k-az_{ij}+bz_{i}} 
avec :
- {\displaystyle w_{ij}}: la valeur sélective de l'individu ij.
- {\displaystyle k}: la valeur sélective propre de tout individu de la population (la même pour tous pour simplifier les calculs).
- {\displaystyle az_{ij}}: la perte de valeur sélective de l'individu ij en altruisme envers le groupe i, {\displaystyle z_{ij}} étant l'altruisme de l'individu ij.
- {\displaystyle bz_{i}}: le gain de valeur sélective généré par l'altruisme du groupe i envers tout individu du groupe i (ici envers l'individu ij), {\displaystyle z_{i}} étant l'altruisme moyen des {\displaystyle z_{ij}}.

Après dérivation en utilisant l'équation de Price complète (en posant les coefficients a et b plus grands que zéro), nous obtenons :
 {\displaystyle \Delta z=\operatorname {cov} (w_{i}/w,z_{i})+\operatorname {E} (w_{i}\,\Delta z_{i}/w)\,} 
Ici, le premier terme indique l'avantage sélectif des groupes à avoir des membres altruistes, le second la perte de l'avantage sélectif individuel des membres du groupe conséquence de leurs altruismes.
En considérant que l'altruisme est non uniforme dans le groupe et que le second terme est négatif, le premier terme devient :
 {\displaystyle \Delta z=\left(b-a\right)\operatorname {var} (z_{i})+\operatorname {E} (w_{i}\,\Delta z_{i}/w)\,} 
Ici, contrairement au modèle sans division en groupes, la variance propulse la croissance de l'altruisme tant que le gain en altruisme envers le groupe compense les pertes individuelles. Par conséquent, la composante intergroupes est plus importante si la disparité génétique entre les groupes est élevée ; cette conséquence est comparable à la sélection de parentèle et celle-ci peut donc être considérée comme un théorème de la sélection de groupe de Price.
En posant l'évolution de l'altruisme moyen stabilisée soit {\displaystyle \Delta {z}} = 0, nous obtenons :
 {\displaystyle \left(a-b\right)\operatorname {var} (z_{i})=\operatorname {E} (w_{i}\,\Delta z_{i}/w)\,} 
En posant l'évolution de l'altruisme moyen de chaque groupe stabilisée soit {\displaystyle \Delta {z_{i}}} = 0, nous obtenons :
 {\displaystyle \left(a-b\right)\operatorname {var} (z_{i})=0} 
Par conséquent, le mécanisme d'évolution se stabilise si tous les membres du groupe possèdent le même niveau d'altruisme (variance nulle) ou que le gain en altruisme envers le groupe compense parfaitement les pertes individuelles (a = b). Si au lieu de l'altruisme nous avions étudié la malveillance entre les membres des différents groupes, nous serions arrivé à une conclusion semblable : le mécanisme d'évolution se stabilise si tous les membres du groupe possèdent le même niveau de malveillance envers les membres des autres groupes ou que le gain en malveillance envers les autres groupes compense parfaitement les pertes individuelles.

### Implications de l’équation de Price
L’équation de Price ébranla profondément la foi d’Hamilton en son propre modèle de la sélection de parentèle, celui-ci n’étant plus nécessaire pour expliquer l’apparition de la socialisation. De nos jours, on considère généralement que les deux mécanismes sont impliqués à des niveaux distincts de l’apparition des comportements sociaux. 
L’équation de Price permet de prédire l’existence de beaucoup de phénomènes naturels dont l’origine était jusqu’alors mal comprise. Il s’agit de la première théorie de la sélection de groupe permettant de tirer des conclusions scientifiquement intéressantes :
- De la même façon que la théorie d’Hamilton permet de prédire la sélection de mécanismes de reconnaissance des apparentés, l’équation de Price permet de prédire la sélection de mécanismes de reconnaissance des membres du groupe.
- La sélection naturelle devrait sélectionner des comportements altruistes modulés par le risque que court le groupe pour sa survie ou pour réaliser un gain en ressources (plus b est grand plus a l’est). Les comportements altruistes devraient donc être plus intenses lors de crises écologiques ou lors de compétitions intergroupes.
- Symétriquement, la sélection naturelle devrait sélectionner des comportements malveillants envers les autres groupes modulés par le risque que court le groupe pour sa survie ou pour réaliser un gain en ressources. Les comportements malveillants devraient donc être plus intenses lors de crises écologiques ou lors de compétitions intergroupes ou lorsque le gain est facile à obtenir.
- La sélection naturelle devrait sélectionner des comportements permettant de punir les tricheurs, c’est-à-dire, les membres profitant de l’altruisme ou de la malveillance du groupe sans y participer (permet de maintenir la variance d’un comportement altruiste ou malveillant nulle).

L’équation de Price permet également de reconsidérer complètement le rôle de la compétition intraspécifique dans le phénomène de socialisation. Il se dégage que seule la compétition intergroupe permet aux individus de développer des comportements altruistes au sein des groupes et ceci de l’organisme pluricellulaire aux supra-colonies d’hyménoptères. La confirmation la plus remarquable de ceci est le modèle du darwinisme cellulaire qui explique la formation des organismes  pluricellulaires par la compétition intercellulaire et inter-tissulaire. Même dans une colonie de clones la compétition entre les individus (cellules) n’est freinée que par la compétition intergroupe (tissus) elle-même freinée que par la compétition interindividuelle (organismes) qui elle-même n’est freinée que par la compétition intergroupe (groupes).
Mais le plus remarquable est que la théorie de Price ne tient aucunement compte de la nature du mécanisme de réplication du comportement altruiste ou malveillant. La seule hypothèse primaire est que la transmission se fasse des parents aux enfants. Il en est de même de la transmission génétique mais également de la transmission des valeurs familiales. Par conséquent, que la transmission comportementale se fasse génétiquement ou par valeurs familiales (mécanismes de transmission culturelle limitée) les comportements sélectionnés sont soumis aux mêmes contraintes évolutives ce qui devrait aboutir à des résultats similaires.

## Stratégies coopératives liées aux bénéfices de la vie en groupe
Il existe de nombreuses stratégies coopératives liées aux bénéfices de la vie en groupe : réduction des risques liés à la prédation, exploitation collective des ressources du milieu (habitat, nourriture), déplacements collectifs synchronisés qui permettent de réduire les dépenses énergétiques individuelles (bancs de poissons et vol en formation des oiseaux qui réduit les forces de frottement avec le milieu extérieur et diminue le coût énergétique associé à la nage ou au vol).